# Le Scientifique fou
Pour plus de détails, voir Fiche technique et Distribution.
Le Scientifique fou (The Mad Scientist) ou Superman est un dessin animé américain mettant en scène Superman. Réalisé par Dave Fleischer, il sort en septembre 1941.
Il fait partie d'un ensemble de 17 courts-métrages d'animation produits entre 1941 et 1943, réalisés par Dave Fleischer d'abord (les 9 premiers) puis par Seymour Kneitel. Premier épisode de la série, il relate dans les premières secondes l'histoire de Superman, de l'explosion de sa planète natale Krypton (étrangement prononcée en français « Kryptonne », comme en VO) à son adoption par une famille du Kansas et sa scolarisation au sein d'un pensionnat, avant d'enfin devenir journaliste, sous l'identité de Clark Kent.

## Synopsis
Après un bref segment narratif (Jean-Claude Donda en VF), l'histoire commence avec la menace d'un savant fou interceptée par Perry White, le rédacteur en chef du Daily Planet. Les journalistes présents, Clark Kent et Lois Lane, apprennent la nouvelle d'une attaque imminente, à minuit précisément. Lois décide d'aller inspecter seule pour obtenir la couverture de l'article. De son côté, Clark Kent, alias Superman, entend réagir en sa qualité de super-héros. Rapidement, les ennuis commencent pour la journaliste qui se fait capturer par le scientifique. Il projette de lui montrer directement la puissance de sa nouvelle invention, capable de désintégrer la matière et de faire régner le chaos à Métropolis.
Après la destruction du pont, le scientifique s'attaque au bâtiment du Daily Planet. Clark Kent réagit instantanément et réussit à redresser la tour. Il comprend que le rayon destructeur provient de l'observatoire du savant fou, à l'origine du tragique message lu le matin. Superman décide donc de se confronter au rayon, bien que le scientifique en augmente graduellement la puissance. Finalement, il tord le canon et crée une réaction en chaîne suffisamment forte pour mettre à néant le laboratoire. Il sauve la journaliste captive et met aussitôt le scientifique fou sous les verrous.

## Fiche technique
Sauf indication contraire, les informations mentionnées dans cette section peuvent être confirmées par la base de données cinématographiques IMDb,  présente dans la section « Liens externes ».
- Titre original : The Mad Scientist
- Titre français : Le Scientifique fou ou le Le Savant fou
- Réalisation : Dave Fleischer (non crédité : Steve Muffati)
- Scénario : Seymour Kneitel et Izzy Sparber
- Société de production : Fleischer Studios
- Musique : Winston Sharples et Sammy Timberg (non crédités)
- Pays d'origine : États-Unis
- Format : Couleur Technicolor - 35 mm - Format d'image 1,37:1 - procédé cinématographique sphérique
- Son : mono
- Genre : dessin animé de science-fiction
- Durée : 10 minutes
- Langue : Anglais
- Dates de sortie : 
  - États-Unis : Paramount Pictures : 26 septembre 1941 (cinéma)
  - États-Unis : Motion Pictures for Television (MPTV) : 1952 (TV)
  - Monde : Reel Media International : 2004 (DVD)

### Animateurs
- Frank Endres	(seul crédité au générique)
- Steve Muffati	(directeur de l'animation)
- Jack Ozark
- Hal Seeger

## Distribution
Sauf indication contraire, les informations mentionnées dans cette section peuvent être confirmées par la base de données cinématographiques IMDb,  présente dans la section « Liens externes ».
- Bud Collyer :  Superman / Clark Kent
- Joan Alexander (en) : Lois Lane
- Jackson Beck (en)  : Perry White
- Jack Mercer : savant fou
- Grant Richards : narrateur

## Réalisation
La Paramount Pictures ayant acquis les droits cinématographiques de Superman, elle demande à son studio d'animation Fleischer Studios d'adapter le personnage à la série, mais dans une version réaliste.
Ce premier dessin animé (suivi par 17 autres, pour former une série) définit la plupart des caractéristiques de Surperman (Clark Kent, Superman en héros volant, pose avec la cape flottante, etc.) et de ses origines. Celles-ci seront reprises aussi bien dans les bandes dessinées, les films d'animation, qu'en films vidéo par la suite. La technique de rotoscopie (brevetée par les Fleischer), qui copie le mouvement de vrais acteurs, est utilisée de façon fluide ici. L'ambiance est celle de film « noir » et les décors s'inspirent de l'architecture de l'Art déco, qui influenceront Bruce Timm pour son Batman.
Ce 1er épisode est un grand succès. Au terme de 9 épisodes de cette série Superman, les frères Dave et Max Fleischer se séparent de leurs studios à cause de problèmes de financement avec la Paramount Pictures.
Fleischer Studios, propriété de la Paramount, est renommé Famous Studios. Les 9 premiers épisodes de Superman sont réalisés par Dave Fleischer de 1941 à 1942 (dernier : Terror on the Midway (en)), les 8 suivants de 1942 à 1943 par Seymour Kneitel (premier : Japoteur (en), dernier : Secret Agent (en)).

## Accueil

### Reconnaissance
Ce dessin animé a fait partie de la sélection des courts métrages d'animation pour l'Oscar de 1942, au titre de « Best Short Subject, Cartoons ».

## Compilation
- DVD Édition spéciale 75ème anniversaire - L'intégrale des cartoons de Max Fleischer : Superman (5 avril 2016)[4]